# Eduardo Westerdahl
Eduardo Westerdahl y Oramas (Santa Cruz de Tenerife, Islas Canarias; 2 de mayo de 1902-ibidem, 29 de enero de 1983) fue un pintor, crítico de arte y escritor canario.

## Biografía

### Orígenes y formación
Hijo del matrimonio formado por Juan Bernardo Westerdahl, de origen sueco, natural de Kvillinge, y de Ignacia María de la Encarnación Oramas Medina, natural del Puerto de Arrecife en Lanzarote, Eduardo Westerdahl Oramas nace el 2 de mayo del año 1902 siendo su familia residente en la calle Canales n.º 37 de Santa Cruz de Tenerife. Johan B. Westerdahl, intérprete de idiomas y posterior comerciante de vinos y artesanía local fallece tempranamente cuando su familia se encuentra establecida en la calle Imeldo Serís n.º 34 en el año 1908. Eduardo cursa entonces sus primeros estudios en la casa del maestro Luis Toledo y García Panasco de la calle de la Consolación, donde coincide con Domingo Pérez Hernández, conocido luego por Minik. Esta instrucción inicial, limitada por su pronta orfandad, se habría visto compensada por una precoz inclinación a la formación autodidacta. En 1915 Eduardo Westerdahl se traslada con su madre a la calle Igualdad n.º 21, donde tendrá por vecinos a los futuros colaboradores Victoria López-Carvajal, Amor Lozano, Pedro García Cabrera y al citado Pérez Minik. El mismo año ingresa en la Escuela Superior Profesional de Comercio de Canarias, que abandona en 1918 tras haber completado los dos primeros cursos. Poco después Westerdahl es empleado por la compañía de comercio marítimo Orive Hermanos y, a partir de enero de 1921, para el empresario y cónsul general de Alemania Jacob Ahlers en la banca, donde coincide con otro de sus futuros colaboradores en el ámbito artístico, Ernesto Guimerá.

### Trayectoria inicial

#### MotivosyCrónicas: la incursión en prensa
Entre los meses de julio y octubre de 1923 aparecen con periodicidad semanal la colección de textos de Eduardo Westerdahl Motivos para el periódico republicano El Progreso de Santa Cruz de Tenerife; de cierta intención literaria, los artículos despliegan un amplio espectro de temas vinculados a los diversos trances de la contemporaneidad local. En 1925, mientras los Motivos continúan dándose en la línea editorial de El Progreso, surge en el localista La Prensa la serie Crónicas, cuyos contenidos perseguirán polemizar con las instituciones locales sobre el planteamiento de proyectos específicos en materia de infraestructuras y desarrollo sobre la base de dos cuestiones establecidas como fundamentos para su tratamiento: la necesidad de un modelo de acción destinado a garantizar el acceso a la cultura para las clases más desfavorecidas y el examen de las fórmulas de actuación sobre el territorio y su consecuente impacto sobre los rasgos de identidad insular durante el proceso de respuesta a la demanda de adaptación del medio al uso turístico. Así, la primera crónica aparecida bajo el título La desilusión del turista refiere la inminente transformación del paisaje natural debido a la propuesta de implantar un ferrocarril que circunde la isla; en el artículo, Westerdahl cuestionará «el que las expectativas de los viajeros europeos se relacionen con un desarrollo insular de estas características, que provocaría una seria merma de sus cualidades, especialmente con relación al proyectado trayecto desde Tacoronte hasta La Orotava.» A su vez, los comentarios de la bipartida El sexo de las uñas y la paz eterna, continuados en el Diálogo con Salaverría, ofrecen una temprana manifestación del autor en sus convicciones pacifistas con oposición a las declaraciones más probélicas del escritor José Mª Salaverría, incidiendo en lo sucesivo en el requerimiento de un ejercicio de arbitrio moral por parte de los intelectuales y los agentes de la cultura.  
Tempranamente se sitúa ya Westerdahl en los enclaves del debate regionalista de su época a través de la actividad periodística, alcanzando mayor explicitud con sus posteriores Notas para un ensayo. Regionalismo, de 1930. En este contexto, puede considerarse asimismo como textos claves las publicaciones que, al modo vindicativo, asumen y contestan los datos obtenidos por el profesor de la Universidad de Heidelberg August Puetter en su análisis reciente para la datación de edad del Drago milenario de Icod de los Vinos, con resultado no superior a los 185 años. En el primero de estos dos artículos, Profesor Augusto Puetter: el que rompió nuestra tradición milenaria. Crónica, Eduardo Westerdahl asimila los efectos del ejercicio científico sobre el imaginario colectivo en el archipiélago mientras describe «el concepto de falsedad que encierra la visión mítica de Canarias debida a la historiografía poética del siglo pasado, y también a la tradición popular, para concluir que [...] el carácter mítico de ese ejemplar no desaparecerá, ya que así lo quiere la voluntad colectiva». El segundo artículo, Del negador Puetter y del surgir de la patria nueva. Crónica, es una propuesta de actitud en la reacción, llamando a reclamar «el olvido de lo que ya ha muerto para reconocer lo que sigue vivo, [...] la naturaleza de Canarias es un elemento vivo; el pueblo de Canarias, desde una perspectiva racial, también sigue vivo, y se expresa en su cultura». La actividad periodística de Westerdahl se encauzaría principalmente en los años siguientes a través de La Prensa y en las páginas de La Tarde.

#### La revistaHespéridesy el Círculo de Bellas Artes
Desde finales de 1926 inicia su actividad el equipo de la revista semanal Hespérides, dirigida por Rafael Peña León, dedicada a la actualidad de las artes, las ciencias, la literatura y el deporte. Eduardo Westerdahl participa en el grupo como redactor-jefe, manteniendo como compañeros de líneas a escritores veteranos como Benito Pérez Armas, Domingo Cabrera Cruz, Elfidio Alonso Rodríguez, Manuel Verdugo Bartlett, Isaac Viera y Viera o Luis Rodríguez Figueroa, junto a figuras destacadas de entre autores emergentes tales como Pedro García Cabrera o Domingo Pérez Minik, Emeterio Gutiérrez Albelo o Domingo López Torres, hasta el cese del semanario en 1929. La conciencia acerca de la necesidad de un trabajo colectivo, de una generación nueva se formula por entonces desde diversos ámbitos, «y Westerdahl lo reconoce como discurso propio desde el inicio de sus Crónicas como vinculado al relevo generacional»; desde principios de 1926 impulsa ya una serie de escritos que consideran esta cuestión. En Hespérides la temática tendrá su cabida a través de la colección de sus Discursos breves o como artículo independiente en El control de las vidrieras. En este tiempo el concepto de "arte nuevo" y del cometido del artista en el espacio social se desplaza a su vez hasta el centro del debate presente. La introducción del ideario futurista italiano en el país coincide entonces con la proclamación de la Dictadura de Primo de Rivera. El futurismo es en estos momentos celebrado en tanto movimiento artístico puro o propuesta estética garante de una regeneración política largamente demandada. Se considera también cuánto guarda de expresión propagandística o fenómeno expresivo de la manipulación política en el arte. Westerdahl aborda esta cuestión en noviembre de 1925 con De Mussolini y los que leen versos en La Prensa. En Hespérides advierte contradicciones discursivas en Filippo Marinetti con sus Discursos breves. De futurismo. Pequeña Crónica, Sobre la Escuela de futurismo. Crónica o  Motivos del mar. Pequeñas Crónicas continúan en la misma línea. Paralelamente, Los 2, tragedia erótica contribuirá a engrosar en mayo de 1927 el segundo número de la revista de vanguardia La Rosa de los Vientos, una labor de Juan Manuel Trujillo y del literato Agustín Espinosa.
La institución del Círculo de Bellas Artes de Tenerife se consolida mientras tanto con su fundación el 7 de septiembre de 1925 de la mano de Francisco Bonnín Guerín. Eduardo Westerdahl participa en el proyecto desde la constitución de su primera Junta Directiva en enero de 1926. Con la renovación de la Junta directiva del Círculo para el curso 1928/1929 Westerdahl asume la presidencia de la Sección de Literatura. La realidad del Círculo de Bellas Artes favorecerá en adelante el desarrollo de las actividades del colectivo de artes heterogéno, precursor clave del estallido de las vanguardias insulares durante los años 30, Pajaritas de Papel.

#### Pajaritas de Papel
Si bien el poeta José María de la Rosa sitúa los inicios del grupo Pajaritas de Papel en el año 1925, y existe aún documentación correspondiente a su actividad fechada en 1926, no será hasta diciembre de 1929 que Eduardo Westerdahl testimoniará públicamente la existencia de este colectivo con un registro a página completa por medio de La Tarde. El espacio cedido por el diario ofrece la oportunidad de precisar lo particular de sus funciones y su naturaleza: 

«Pajaritas de Papel es una sociedad limitada, sin constitución legal, ni formal reglamentación. Es un círculo absurdo donde se vulneran los principios escolásticos, las fórmulas académicas, los profesionalismos artísticos [...] En su editorial escriben todas las pajaritas. Anita Loos fué precursora del género en Norteamérica. En los salones de Pintura y Fotografía de Pajaritas de Papel, ocurre lo mismo. Exactamente lo mismo en su Confección de Marionetas. En su concurso de "ballet". En sus Talleres de Arte decorativo, Etc. [...] Está integrada por aficionados y profesionales de la música, canto, pintura, teatros, decoradores, escritores, fotógrafos, deportistas. [...] Tiene himno y música propias»

La manifestación en prensa del quehacer de Pajaritas habría de producirse al año siguiente de su andadura oficial, considerado por sus miembros como el de 1928; sin embargo, sus reuniones informales de La Tertulia, a través de la cual surge el cuadernillo de Werterdahl Semblanza confeccionado bajo el seudónimo de Dandín, se remontarían al menos hasta el año anterior. De manera similar la edición caligráfica de un semanario o periódico interior —con su correspondiente ex-libris, de nuevo por Westerdahl— datado en 1926. Desde el estío de 1928 procedería la edición de libros propios, «hechos a mano, en escritura, en encuadernación e ilustraciones. Los originales pacientes filigranas de entusiasmo. Los lectores: el grupo», atribuidos a la particularizada casa editorial de Chez-nous. La cronología de Pajaritas de Papel se computa además conforme a la independencia de su Calendario, ilustrado fotográficamente. Los integrantes y colaboradores más asiduos del colectivo presentan, a modo de distintivo, una minúscula pajarita de plata de tipo alfiler con la que acuden a sus reuniones; una pajarita de oro o engarce es obsequiada en ocasiones señaladas para conmemoraciones o en reconocimientos. 
Dentro del campo de la acción artística, prima en Pajaritas las intervenciones o performances de carácter colectivo; se trata en este caso de la programación de ejercicios fundamentados en la práctica de la imaginación y la creatividad a partir de premisas acordadas conjuntamente. Las acciones de Pajaritas de Papel engloban las Fiestas y Reuniones en su formato más convencional de Año Nuevo, Reyes, onomásticas, cumpleaños, tés, aún sujetas a la arbitrariedad de su particular Calendario, junto con las dedicadas monográficamente a diferentes temas: "Recepciones internacionales", "La época de Larra", "Un naufragio", "La corrida de toros", "La visita a un castillo medieval" o "La novela policiaca". A esta actividad programática se suman las intervenciones de disciplinas específicas; Baile de lo cursi, Voladura de la cometa —«Pajaritas de Papel necesitaba un vuelo, un anuncio aéreo a manera del Zeppelin y del R 101»—, Cacería de mariposas o el teatro de marionetas «labradas en pino de Suecia, con atrezzo de nuestra propia casa». La labor fotográfica de Westerdahl proporcionará el principal registro gráfico de las representaciones del grupo durante el intervalo de su vigencia.
El 30 de agosto de 1930 los integrantes del colectivo Domingo López Torres, José Antonio Rojas y Julio Antonio de la Rosa sufren un accidente durante una travesía en barca que se salda con el fallecimiento de los dos últimos. El incidente supondrá el cese definitivo de Pajaritas de Papel. En homenaje a los compañeros fallecidos se impulsará la única edición impresa atribuida al proyecto, Tratado de las tardes nuevas, con selección de poemas de Julio Antonio de la Rosa, aparecida en 1931.

### Preludios de laGaceta

#### Rebeldía y Disciplina
El término abrupto de la experiencia Pajaritas, junto con las contigencias señaladas por el escenario sociopolítico presente y la demanda cultural del momento parecen propiciar un giro sustancial en el lenguaje y propósitos de las vanguardias artísticas en el archipiélago hacia 1930. Eduardo Westerdahl y Pedro García Cabrera demuestran haber asumido el discurso requerido por esta coyuntura con su concluyente llamada a la Exposición del Libro Contemporáneo de 1931 en el Círculo de Bellas Artes. Dos anuncios acompañan entonces a la inauguración y cierre de la exposición bajo los títulos respectivos de Exposición del Libro Contemporáneo y La exposición de R. y D. en La Prensa; los animadores recomiendan aquí «las principales ediciones que exploran el nuevo pensamiento, las más influyentes en las juventudes internacionales, mostrando algunas de las tentativas que en los últimos años han fijado figuras». La iniciativa se promueve a través de la formación denominada Rebeldía y Disciplina, que incluye de hecho solamente a García Cabrera (Rebeldía) y a Eduardo Westerdahl (Disciplina); la proximidad de una nueva revista, sin titulación prefijada, acompaña al anuncio de la exposición.
Los integrantes de Rebeldía y Disciplina comprenden la asimilación constante de información suministrada por libros y revistas europeos actualizados como parte necesaria del proceso de la cultura contemporánea, «en el doble sentido de la necesaria comunicación de iniciativas y experiencias, y como producción cultural». Reconocen el análisis del urbanista Hannes Meyer realizado para el número especial de Das Werk de 1926, que con el título Die neue Welt, incluye dos páginas dedicadas precisamente al valor instrumental de las ediciones impresas en tiempo real. En esta fase los movimientos de vanguardias se suceden a menudo por el rápido desplazamiento; las fórmulas de reacción vigentes son advertidas por estas fechas como obsoletas o insuficientes y Rebeldía y Disciplina se alinea con los procedimientos de denuncia de la Nueva Objetividad centroeuropea. Geográficamente esta tendencia se halla representada en diversos focos artísticos de Alemania, especialmente en Berlín y Frankfurt, también en Dessau; en la ciudad de Zürich, en Suiza, y en la Praga de Checoslovaquia; en Holanda se desarrollará parcialmente a través del círculo próximo al arquitecto J. J. P. Oud. R. y D. se inspira complementariamente en el concepto de la Bauhaus clásica de Walter Gropius, «una adaptación vulgarizada para la industria del elementarismo de van Doesburg, en el que se haría trabajar la noción de un abstracto absoluto». Coincidiendo con la clausura del evento en el Círculo de Bellas Artes se publicitará Un viaje de Eduardo Westerdahl como artículo en La Tarde.

#### Viaje a través de Europa

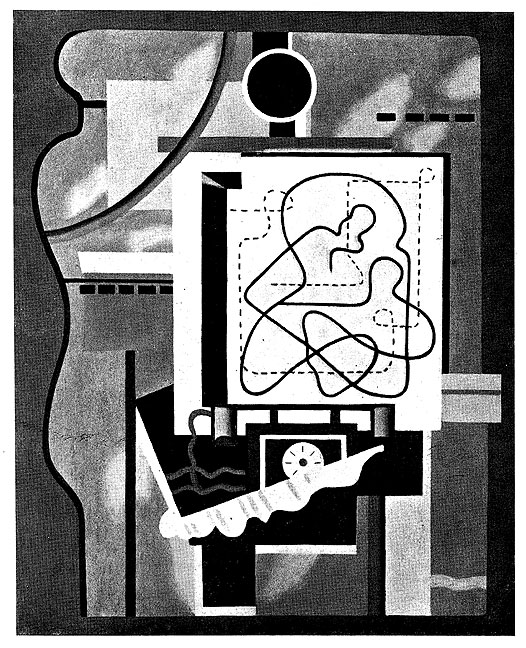
Willi Baumeister, Atelierbild III.

En el verano y otoño de 1931 Eduardo Westerdahl emprende un viaje a través de Europa que habría de suplir un conocimiento de las disciplinas artísticas hasta entonces eminentemente teórico a partir del contacto material con los principales centros de su expansión contemporánea. La obra de Mies van der Rohe, con su resonancia en la Exposición Internacional de Barcelona de 1929, junto a los viajes a Madrid y Barcelona de Walter Gropius y Theo van Doesburg promovidos por las Asociaciones de Estudiantes de Arquitectura de ambas escuelas, fomentan la difusión de los principios de la nueva arquitectura entre los núcleos en crecimiento en el ámbito nacional. La divulgación de las conferencias de Van Doesburg en Canarias se realiza a través de la significativa Arquitectura nueva redactada para La Tarde. Por otra parte, la arquitectura racionalista hace su espacio en el panorama urbanístico del archipiélago con la contribución fundamental del grancanario Miguel Martín-Fernández de la Torre. Las corrientes más recientes del diseño condicionarán el itinerario de Westerdahl; sin embargo, a lo largo de su viaje demuestra a su vez un interés inusual por el teatro, el cine y la música.
El 14 de julio embarca en un vapor rumbo a Alemania, Checoslovaquia y otras naciones del centro y norte de Europa. El extremo último del circuito alcanzaría Leningrado, que resulta finalmente excluido. Tras una escala inicial en el puerto de Southampton, Westerdahl desembarca en la ciudad de Róterdam, alto al que le suceden los enclaves de Ámsterdam, Lübeck y Travemünde, en el mar Báltico. En agosto se establece en Hamburgo y luego en Berlín. Presencia la Bauhaus de Dessau poco antes del traslado de su sede a la capital y posterior clausura con el advenimiento del Tercer Reich. En septiembre recorre Brno, Bratislava y Praga, retorna hasta Múnich y culmina por último sus crónicas en París. En estos meses estudia de primera mano las obras de los creadores plásticos más destacados, con sus visitas a la Galería Nacional de Berlín, la Galería Nacional de Praga, el Deutsches Museum, la Galerie Caspari, el Kunsthalle de Hamburgo o la Flechtheim de Berlín, entre otras; también con su asistencia a exposiciones temporales: Schloss Bellevue, Barlach, Old masters- Modern master: Graphik, o Franz Marc: Der Mandrill. Su documentación se amplía con la adquisición de impresos, tales como Die Baukunst der Neuesten Zeit, Prophyläen-Verlag, o el número monográfico dedicado a Moderní architektura v ceskoslovensku en MSA 2, de Karel Teige. A la redacción de un personal diario de viaje Eduardo Westerdahl añadirá a su vez una serie de reportes conformados y distribuidos por correspondencia a lo largo del trayecto publicados simultáneamente a su travesía; así, Crónicas de Holanda I. Algunos móviles y líneas de la construcción europea, Pequeño tratado de marchas y reacciones europeas en ideas, ángulos y colores, Últimas rutas de la pintura. Berlín, 1931 - Exposición Schloss Bellevue, Ensayo sobre las líneas racionalistas europeas. Checoslovaquia-Arquitectura, Adolf Loos, Crónicas de viaje I. Escorzos checoslovacos o Crónicas de viaje. Escorzos parisinos. Piezas originales y reproducciones de obras adquiridas, fotografías, tarjetas postales y una carta manuscrita a Domingo Pérez Minik completan de igual manera la producción de este viaje.

### Gaceta de Arte
En febrero de 1932, Gaceta de Arte, con el encabezamiento expresión contemporánea de la sección de literatura del círculo de bellas artes, inicia su trayectoria con una declaración de posición inaugural para su primer número:  

«conectados a la cultura occidental, queremos tendernos sobre todos sus problemas, en el contagio universal de la época, sin huir el pensamiento, sin buscar refugio en tratamientos históricos para los fenómenos contemporáneos.
nuestra mirada, llena de luz intelectualista de la época, recorrerá todos los procesos artísticos que tengan un carácter histórico formal.
nuestra posición de isla -aislará los problemas- y a través de esta soledad propia para la meditación, para el estudio, procuraremos hacer el perfil de los grandes temas, descongestionarlos, buscarles una expresión.
queremos movernos entre naciones.»

En la carta enviada a Pérez Minik desde Múnich con fecha 17 de septiembre de 1931, Eduardo Westerdahl aborda el propósito de una revista de arte en Canarias sugestionado por la vida cultural de las ciudades componentes de su itinerario europeo. La práctica totalidad de las capitales alemanas y checoslovacas visitadas por Westerdahl aparecerán enumeradas como referentes en la versión completa de la posición. El equipo editorial constituido a raíz de esta iniciativa desarrolla entre febrero de 1932 y junio de 1936 un conjunto serial de 38 números, previsto a 4 páginas y de proyección mensual; la tipografía se caracteriza originalmente por la carencia de mayúsculas, hecho justificado de igual manera en el primer número con el artículo por qué se escribe con minúscula de Franz Roh. Eduardo Westerdahl, de naturaleza conciliadora entre vanguardias, dirige la publicación; gaceta de arte reúne en sus comienzos a diversos integrantes de las desarticuladas Cartones y La Rosa de los Vientos: Domingo Pérez Minik, Pedro García Cabrera, Domingo López Torres, Óscar Pestana Ramos, Francisco Aguilar y Paz o José Arozena viabilizan la pluralidad de voces representativas de la contemporaneidad cultural europea, comprometen el espíritu universalista de la propuesta, sin renunciar por otra parte a la perspicacia sociológica; en 1932 se incorporan Agustín Espinosa y Emeterio Gutiérrez Albelo, José Antonio Rojas aparece desde 1933, mientras que José de la Rosa es publicitado en 1936 como jefe de la redacción. El cuerpo de colaboradores base es conformado principalmente por los contactos afianzados por Westerdahl en la Europa continental. Durante los primeros años gaceta «adopta el papel del espectador que decide dinamizar la actividad artística y poética de su propio país y de su entorno, y pretende convertirse en canal de información de los diversos núcleos europeos [...] en un espacio conquistado con importantes semejanzas con el mundo americano y, aún, con sus revistas.» La situación geográfica y la idiosincrasia sociocultural del archipiélago facilitan el progreso de la editorial a pesar de la conflictividad política de la nación durante la Segunda República. Por su parte, la evolución histórica del mismo régimen republicano o de la escena internacional, las vanguardias emergentes, la suma de colaboradores de influencia, la incorporación de nuevos redactores y la propia dialéctica interna de la editorial amoldarán en lo sucesivo la intencionalidad, naturaleza y función de la revista.
La condición de gaceta de arte quedará fijada a lo largo de su transcurso con las declaraciones en síntesis de su posiciones, las secciones conjuntas, los sumarios anuales o, en especial, con sus once manifiestos, calificados hasta su quinta versión como manifiestos racionalistas. La publicación se centra entonces en el hecho de una progresión en constante renovación de las artes ajena al anclaje continuista o al localismo exaltado antes que en la noción de superioridad o prevalencia entre vanguardias. Esta pauta define de hecho a la revista, cuya política de redefinición permanente se cohesiona a la par con la dinámica de su tiempo. La convivencia de movimientos en ocasiones contradictorios no implica que gaceta «participe de un eclecticismo acrítico: las diversas posiciones [...] desde el surrealismo de Dalí a los dibujos satíricos de Grosz, desde el constructivismo de Baumeister a la espiritualidad de Kandinsky, tienen una precisa orienciación.» En este mismo sentido habría de verse la defensa de la arquitectura racionalista o la vinculación con A.C., la revista del Grupo de Arquitectos y Técnicos Españoles para el Progreso de la Arquitectura Contemporánea. La simultaneidad de tendencias en el seno de la editorial no se daría por otra parte sin discordancias. La correspondencia con el frente de la cultura contemporánea es constatado en los apartados de g.a. y sus relaciones europeas, o en la participación de personalidades de resonancia internacional en sus páginas; aparecen en gaceta de arte en el año 1932 textos de Julien Benda, Ernst Robert Curtius, Le Corbusier, Ludwig Hilberseimer, Ernst May, Richard Aldington, Paul Valéry, André Salmon, Henry Prunières, André Gide, Gertrude Stein; publican, en 1933, Gerardo Diego, Tristan Tzara, Guillermo Díaz-Plaja, Jean Cassou, Ruth Kaltofen, Alfred Barr, Amédée Ozenfant, José María Luelmo, Kurt Koppel, René Char, Hildebrand Gurlitt, J.B. van Loghem, Guillermo de Torre, Ángel Ferrant, nuevamente Gertrude Stein; en 1934, Nikolái Bujarin, Tomás Seral y Casas, Carmen Conde, Giovanni Scheiwiller, Gabriel García Maroto, Juan Piqueras, Luis Castellanos, Willi Baumeister, Luis Enrique Délano, Alberto Sartoris, Will Grohmann; en 1935, Raymond Cogniat, Herbert Read, Maruja Mallo, Carlo Belli, Gabrièlle Buffet-Picabia, André Breton, Paul Éluard, Salvador Dalí, Anatole Jakovsky, Jean Arp, Benjamin Péret; en 1936, Ramón Gómez de la Serna, José Moreno Villa, de nuevo André Breton y Paul Éluard. Son varias las figuras que colaboran reiteradamente a lo largo de los años tras su primera aportación para gaceta. Cabe destacar en tanto relación de colectivos la voluntad de cooperación con el grupo de Amics de l'Art Nou o ADLAN, del que publican un manifiesto en marzo de 1936. El número 39 de gaceta de arte, dedicado al arte abstracto y que finalmente no aparecerá, habría de contar con la contribución de Jan Brze̜kowski, Jean Hélion o Ricardo Gullón, entre otros.
Eduardo Westerdahl ha recurrido tempranamente al pensamiento de Ortega y Gasset y a su Revista de Occidente para su personal constitución intelectual. El filósofo madrileño y Guillermo de Torre pueden considerarse como los principales referentes españoles en la empresa de gaceta de arte. El contacto directo con la cultura de la Europa continental habría reforzado a su vez la perspectiva cardinal de una función eminentemente constructiva del arte; que este «ha de orientarse hacia la Unidad. Es esto lo que descubre fundamentalmente en el ámbito cultural alemán junto a otra idea: la superación del individualismo. [...] sin embargo no deja de reflexionar sobre la obra de Picasso y ya en 1936 sus reservas sobre el ámbito cultural francés y el individualismo parecen decrecer.» En los años de gaceta de arte Westerdahl no renuncia al pronunciamiento político; su carácter mediador no le impediría tampoco expresarse con convicción desde su visión particular. Interviene en la revista con los escritos tendencias evasivas de la arquitectura, movimientos simples en la estética actual, goethe y el arte, la arquitectura y sus afinidades tranquilas, tendencias horrorosas y heroicas en la pintura social, picasso: período monstruoso, conducta funcional del cinema, y la escultura y sus expresiones veloces, en 1932; neoanimación de la estética, alfonso ponce de león, dramatismo y concreción de la plástica contemporánea, maruja mallo. la constante dramática de su pintura, pablo picasso: intelectualismo, sumisión y relación automática de la pintura, norah borges, reaparición animalista y peligros, en 1933; croquis conciliador del arte puro y social, el pintor social hans tombrock, el pintor y ceramista carl drerup, arquitectura alemana: richard dröcker, pintura española: josé gutiérrez solana, el escultor alberto, conducta de la obra de vordemberge-gildewart, alberto sartoris, en 1934; libros positivos al nuevo espíritu y revistas positivas al nuevo espíritu, y ben hicholson/vordemberge-gildewart, en 1935; picasso: recinto dramático de la pintura, y joan miró y la polémica de las realidades en 1936. La editorial de gaceta de arte dedicará paralelamente su labor a obras independientes de autores familiarizados con el espíritu de la redacción: aparecen así los poemarios Romanticismo y cuenta nueva de Emeterio Gutiérrez Albelo en 1933, y Transparencias fugadas de Pedro García Cabrera, en 1934; Crimen de Agustín Espinosa en 1935; las monografías de arte Ángel Ferrant, por Sebastián Gasch, y Willi Baumeister por el propio Westerdahl, ambas de 1934, además del segundo número del Bulletín international du surréalisme junto al grupo surrealista de París, en octubre de 1935. En este último año participa junto a Domingo Pérez Minik en el encuentro con Bertrand Russell durante las vacaciones de invierno en el Puerto de la Cruz del filósofo británico. Una monografía sobre Vasili Kandinski, supervisada por el propio pintor, tendría su espacio en prensa en 1936. La revista logrará adelantar un avance de la misma en su número 38 del mes de junio.   

#### Exposiciones deGaceta de Arte

##### Óscar Domínguez yg.a.
El conocimiento de la figura de Óscar Domínguez por parte de Eduardo Westerdahl se remontaría al menos al año 1928, fecha en que el pintor participa por primera vez como profesional en una exposición en el Círculo de Bellas Artes de Santa Cruz de Tenerife, con general mala acogida. En poco tiempo, Eduardo Westerdahl se convertirá en el primer contacto de Domínguez en el mundo de artes en la isla hasta el fallecimiento de este último en 1957, a la vez que en amigo y confidente, en una relación sostenida y conservada principalmente por el medio epistolar. La primera exposición individual de Óscar Domínguez es organizada por gaceta de arte en el Círculo de Bellas Artes para el mes de mayo de 1933. Westerdahl publica un reportaje previo en La Tarde en el mismo mes bajo el título Círculo de Bellas Artes: La exposición surrealista del pintor Óscar Domínguez. En agosto del mismo año, Domínguez se hallaría presente, junto con Servando del Pilar y Robert Gumbricht, en la colectiva organizada por la gaceta en el Círculo Mercantil de Las Palmas.

##### Exposición Surrealistade 1935
Hacia finales de 1934, Óscar Domínguez promueve en André Breton la idea de una exposición de obras representativas del movimiento surrealista en Canarias con la cooperación de gaceta de arte. Breton acoge con entusiasmo la propuesta, pretendiendo en parte con ello «conseguir la objetivación en internacionalización de las ideas surrealistas, como se recoge en las declaraciones del poeta francés al periódico checo Haló noviny.» Domínguez comunica en poco tiempo a Eduardo Westerdahl el interés de Breton de exponer en las islas; Westerdahl por su parte se mostraría inicialmente reticente frente al proyecto en razón a su viabilidad económica, tal como muestra una misiva a Guillermo de Torre en el mes de octubre:

«Óscar nos decía, que Breton pedía nos escribiera, porque tienen el proyecto de visitarnos (Breton, Dalí, Éluard), traer sus colecciones de cuadros a Canarias y el perro andaluz. Breton aseguraba que hasta creía que el propio Picasso se entusiasmaría en esta excursión. Yo, vamos, no creo en tanto honor. Desde luego piden los gastos. Pero ello supone un crecido pico y yo por ahora no me embarco en esta aventura.»

A pesar de los reparos iniciales, el colectivo tinerfeño activará un despliegue de movilizaciones y contactos para posibilitar la financiación de la muestra, bien por la recaudación entre colaboradores de la gaceta o en la negociación de gastos. Aventurado cierto presupuesto, Westerdahl entra en contacto en febrero de 1935 con Agustín Espinosa, residente en Las Palmas de Gran Canaria, para estudiar la sucesión de la exposición entre islas; la suma de los gastos y el nombramiento de Espinosa como director del Instituto de Santa Cruz y presidente del Ateneo de Santa Cruz de Tenerife por estas fechas frenarán la itinerancia de la colectiva. La celebración de la muestra es comunicada paralelamente al grupo ADLAN en vistas a su posible traslado a Barcelona, desfavorable para la facción catalana. Junto con gaceta de arte, La Tarde y La Prensa promocionarán el evento. A la presencia de André Breton se añade en un primer momento la asistencia de Paul Éluard y Salvador Dalí; Jean Arp se postula tras diversos cambios entre los participantes, al tiempo que se contempla la visita de Picasso. Éluard será sustituido finalmente por Benjamin Péret, que en compañía de André Breton y la esposa de este último, Jacqueline Lamba, se persona con las obras a exposición en Tenerife el 4 de mayo de 1935. Durante el desarrollo de las jornadas, es redactado un Manifiesto Surrealista, que firmarán Breton, Péret, García Cabrera, López Torres, Pérez Minik, Espinosa y Eduardo Westerdahl.
La Exposición Surrealista se celebra en el Ateneo de Santa Cruz de Tenerife entre los días 11 y 21 de mayo. Se presentan un total de 76 trabajos en óleos, collages, esculturas o fotografías de Pablo Picasso, Joan Miró, Salvador Dalí, Giorgio De Chirico, Marcel Duchamp, Max Ernst, René Magritte, Alberto Giacometti, Jean Arp, Man Ray, Yves Tanguy, Victor Brauner, Hans Bellmer, Dora Maar, Óscar Domínguez, Jindrich Styrsky o Valentine Hugo entre otros autores.  El evento es complementado con una serie de conferencias y encuentros con los organizadores y sus invitados; André Breton pronuncia la ponencia Posición política del arte de hoy en el Ateneo de Santa Cruz; en el Círculo de Amistad XIV de Abril de Puerto de la Cruz, Pedro García Cabrera y André Breton expondrían sendas conferencias bajo la titulación común Acto de afirmación poética; la intervención de Breton se limita aquí a una breve alocución, de idéntico enunciado al del Ateneo. Por su parte, el poeta Benjamin Péret imparte las conferencias Marxismo y Religión y Análisis Marxista de la Religión los días 25 y 26 respectivamente en la sede de la Agrupación Socialista Tinerfeña y en el Cinema Olympia para la Agrupación Socialista del Puerto de la Cruz. Un fragmento de la conferencia de Breton en el Ateneo, además de la reseña actividades del grupo surrealista en tenerife aparecen en el número 35 de la revista. A Eduardo Westerdahl se deberá el artículo preliminar Arte moderno en Tenerife en La Prensa el 4 de mayo.
Entre los días 20 y 31 de mayo se anuncia con motivo de la clausura de la exposición el pase de la película La edad de oro de Luis Buñuel para el día 2 de junio en el cine Numancia de Santa Cruz. Westerdahl contribuye a la publicación de esta proyección con El estreno de La edad de oro en La Prensa el 31 de mayo. diversas movilizaciones institucionales y mediáticas promovidas en razón a su contenido por colectivos católicos insulares, tales como la Juventud Católica Femenina o el diario Gaceta de Tenerife, implicarán sucesivos retrasos y restricciones en el programa; la proyección de La edad de oro resultará definitivamente prohibida por la Gobernación civil el 15 de junio. La polémica ocasionada por el pretendido estreno de La edad de oro en la isla quedará constatada y respondida con la redacción en gaceta de el caso del film surrealista "la edad de oro", en su número 36 del mes de octubre. Con todo, la cinta no será proyectada hasta febrero de 1936, bajo restricción. Gaceta de arte lleva entonces a cabo la edición del catálogo de la exposición y del Boletín internacional del surrealismo n.º 2 de octubre, con la inclusión de un fotocollage de Westerdahl. La exposición finaliza con un balance económico de deuda de cinco mil pesetas, cubierta por la empresa Ezequiel Santaella Cayol, que asumirán Espinosa, Pérez Minik y Westerdahl hasta su saldo en 1945. El déficit en el que se sume gaceta tras la colectiva, añadido al desgaste y la resistencia contraídos por su enfrentamiento con los sectores más conservadores del archipiélago contribuirán al declive del equipo editorial en 1936.

##### Exposición de Arte contemporáneo

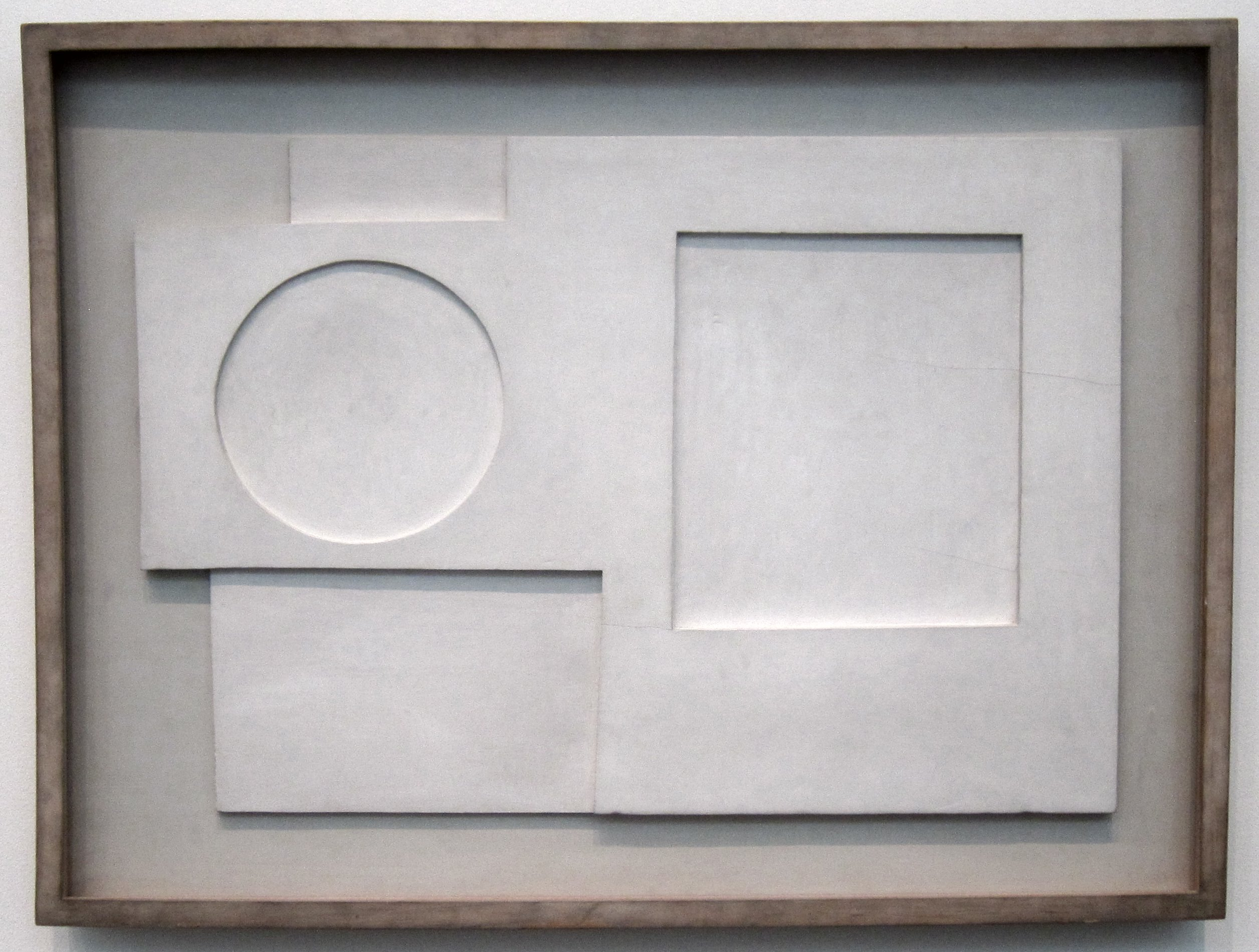
Ben Nicholson, (relief) 1934.

Hacia el año 1935 Westerdahl ha reforzado los vínculos de colaboración con el grupo ADLAN o Amics de l'Art Nou con su viaje de octubre a Madrid, en donde se encuentra con el núcleo capitalino formado por Guillermo de Torre y Angel Ferrant. En 1936 la gaceta establece una línea de actuación conjunta con ADLAN; en su n.º 37 de marzo aparece Visita y manifiesto de gaceta de arte a Madrid y Barcelona donde se habla del vínculo entablado por entonces con los colectivos GATEPAC y ADLAN. A 1935 se correspondería además el contacto frecuente con miembros activos o veteranos de la sociedad parisina Abstraction-Création, como Sophie Taeuber-Arp o Ben Nicholson. A razón de esta confluencia de comunidades, en giro hacia el arte abstracto sin obviar por otra parte el fenómeno del surrealismo, se deberá en junio de 1936, entre los días 10 y 15, la celebración grupal de la Exposición de Arte contemporáneo en el Círculo de Bellas Artes de Tenerife. Participan con sus obras Paul Klee, Joan Miró, Salvador Dalí, Max Ernst, Alberto Giacometti, Jean Arp, Óscar Domínguez, Ives Tanguy, Wolfgang Paalen, Georges Hugnet, Carl Drerup, Willi Baumeister, Ángel Ferrant, Juan Ismael, Sophie Taeuber-Arp, Luis Fernández, Antoni García i Lamolla, Ben Nicholson , Kurt Seligmann o Taro Okamoto, entre otros artistas. Kandinsky remite un gouache, Vert-rouge n.457 y un dibujo que no llegarán sin embargo a su destino. Eduardo Westerdahl, Domingo Pérez Minik, Pedro García Cabrera y Luis Ortiz Rosales se unen a la exhibición con sus propias creaciones de objetos surrealistas. Domínguez se personaría en el Círculo de Bellas Artes para esta ocasión. Se prevén o conciertan diversas publicaciones por parte de ADLAN y gaceta de arte, como Juan Gris por Daniel-Henry Kahnweiler, Paul Klee por Will Grohmann, Vértice de sombras de José María de la Rosa o Surrealismo de Domingo López Torres. La mayoría de estos acuerdos resultarán cancelados, afectados por las dificultades financieras de los equipos. El inicio de la Guerra civil española daría fin a la relación de ambas sociedades en tanto colectivos y al propio proyecto de la Gaceta de Arte, que sucumbe definitivamente con el golpe de Estado de julio de 1936

### Guerra civil española
El 18 de julio de 1936 el general Francisco Franco comunica a través de manifiesto desde la Comandancia Militar de Las Palmas el inicio de la sublevación militar en el protectorado de Marruecos y el estado de guerra en el archipiélago canario, así como la exposición de motivos del golpe de Estado. En Santa Cruz de Tenerife las fuerzas del ejército son movilizadas, reproduciéndose al tiempo las proclamas del portavoz golpista. Eduardo Westerdahl pone a recaudo parte de la colección de Gaceta de Arte y obras de autores rusos en el domicilio de un sacerdote amigo. El resto del fondo editorial sería quemado, así como el material derivado del contacto con Nikolái Bujarin y Vasili Kandinski. Al director de la ya extinta revista de las artes le es retirado el permiso de trabajo, exigiéndosele el abandono del país a consecuencia de su nacionalidad sueca. El redactor y compañero de la gaceta, José Aguilar y Paz interviene en diálogo con el gobernador civil de la provincia a fin de evitar la ejecución de represalias sobre Westerdahl. Guillermo de Torre propone al crítico de arte su traslado a Méjico, donde se halla, para trabajar conjuntamente en su imprenta. Eduardo Westerdahl sin embargo resuelve permanecer en la isla.
La actuación de los golpistas sobre los miembros de Gaceta de Arte resultará en algunos casos fatales. Domingo López Torres, Domingo Pérez Minik y Pedro García Cabrera son encarcelados; los dos primeros en la prisión de Fayffes, el tercero en el campo de concentración de Villa Cisneros, del que consigue evadirse tras participar en una insurrección de presos. Domingo Pérez Minik es oficialmente excarcelado de nuevo con la gestión mediante de Aguilar y Paz. Domingo López Torres fallece junto a otros presos políticos víctima de una saca próxima al puerto de Santa Cruz. Óscar Pestana Ramos opta por el exilio en Brasil. Agustín Espinosa y Emeterio Gutiérrez Albelo ingresan en falange española; Espinosa es acogido entre los falangistas con suspicacia dado su pasado activismo cultural y la peculiaridad de su política y carácter; a pesar de sus intentos de integración en el régimen, su salud se ve debilitada y fallece incapaz de superar la convalecencia ocasionada por una intervención quirúrgica en enero de 1939. Guitérrez Albelo es apartado provisionalmente del ejercicio docente y sometido a vigilancia durante los sucesivos años. Eduardo Westerdahl se ve forzado al inmovilismo hasta la consolidación de la dictadura militar en el primer franquismo. Los supervivientes de Gaceta de Arte continuarían manteniendo una relación de colaboración, o de estrecha amistad extensa en todo caso hasta el final de sus días.

### Profesión de las artes durante la dictadura militar

#### Posguerra
En agosto de 1943 conforma Eduardo Westerdahl la Sociedad Goya de depósito, distribuidores de libros con Domingo Pérez Minik y el empresario Leopoldo García Nieto para el reparto y venta de libros en el archipiélago, valiéndose para ello del catálogo que por entonces acumulaba en la edificación racionalista de la calle Enrique Wolfson 34E. En 1945 regresa a la actividad pública con la aparición en la revista literaria Mensaje de diversos poemas propios; retoma luego la crítica del arte bajo el seudónimo de Luis Dandín en El Día, La Tarde, Revista Historia, Aguere, Falange, Canarias, Diario de Las Palmas, entre otras editoriales, al tiempo que inicia su colaboración con las revistas Destino, Ínsula, Cuadernos Hispanoamericanos, Proel, Cobalto 49, o Papeles de Son Armadans, así como en las sudamericanas Sur, Clima, Alfar, Pro-Arte, Cabalgata, o Ver y Estimar. Con Pérez Minik y los grancanarios Juan Rodríguez Doreste, Juan Márquez Peñate y Francisco Martín Vera funda el grupo promotor de arte contemporáneo 4 Club, de efímera existencia, entre 1947 y 1948; la conexión y el estímulo de las artes en consonancia con la totalidad del ámbito español en estos momentos resulta impertinente, mientras que distintas exposiciones en el Círculo de Bellas Artes de la capital insular alcanzan su realización, como Escultura contemporánea con Manolo Hugué, Eduardo Yepes, Márquez Peñate, Josefina Maynadé y José Rebel, la individual del sueco Stig Akerval, o antológicas como las de Nicolás Massieu, Dod Procter y Du Maurier. Estas acciones se complementan con las de conferenciante, sustentada con las ponencias Arte social construcitvo de 1949, Lo social en el arte absoluto y La pintura moderna en Canarias en 1950, La Pintura de nuestro tiempo de 1951, o Interpretación de Luc peire de 1953. Su figura se valdría en estos momentos para la promoción de la reciente formación de Las Palmas de Gran Canaria LADAC (Los Arqueros del Arte Contemporáneo) iniciada por Manolo Millares, Plácido Fleitas, Alberto Manrique, Elvireta Escobio, Felo Monzón, Juan Ismael o José Julio en 1950.   

##### Escuela de Altamira
En noviembre de 1948 escribe el pintor alemán Mathias Goeritz a Westerdahl para invitarle a participar de la iniciativa que en Santander se está gestando con la implicación de los organizadores Pablo Beltrán de Heredia, Ricardo Gullón y Ángel Beltrán, en vistas a superar el estancamiento nacional en las artes con un foro de debate internacional en la localidad de Santillana del Mar, en Cantabria. El crítico de arte y editor participa tras esta mediación en la Primera Semana de Arte de la denominada Escuela de Altamira, celebrada en la villa cantábrica en septiembre de 1949. Asume además la dirección de un proyecto para una colección de monografías vinculadas a la escuela, que incluirán Primera Semana de Arte en Santillana del Mar. Textos y conferencias de la Escuela de Altamira, y No hay tal prehistoria de Eugenio d'Ors, ambos impresos en 1950, Segunda Semana de Arte. Textos y conferencias de la Escuela de Altamira y Alberto Sartoris de Luis Felipe Vivanco, pertenecientes a 1951, o La esencia humana de las formas de Ángel Ferrant, en 1952. El movimiento tendrá consigo su propia revista, dirigida por el escultor Ferrant, Bisonte. Antología de la Escuela de Altamira, ya desde 1950. En septiembre de este último año participa Eduardo Westerdahl en la Segunda Semana de Arte en Santander, donde conoce personalmente a su colaborador en Gaceta de Arte, el artista alemán Willi Baumeister, después de 17 años de prolífica relación epistolar.  

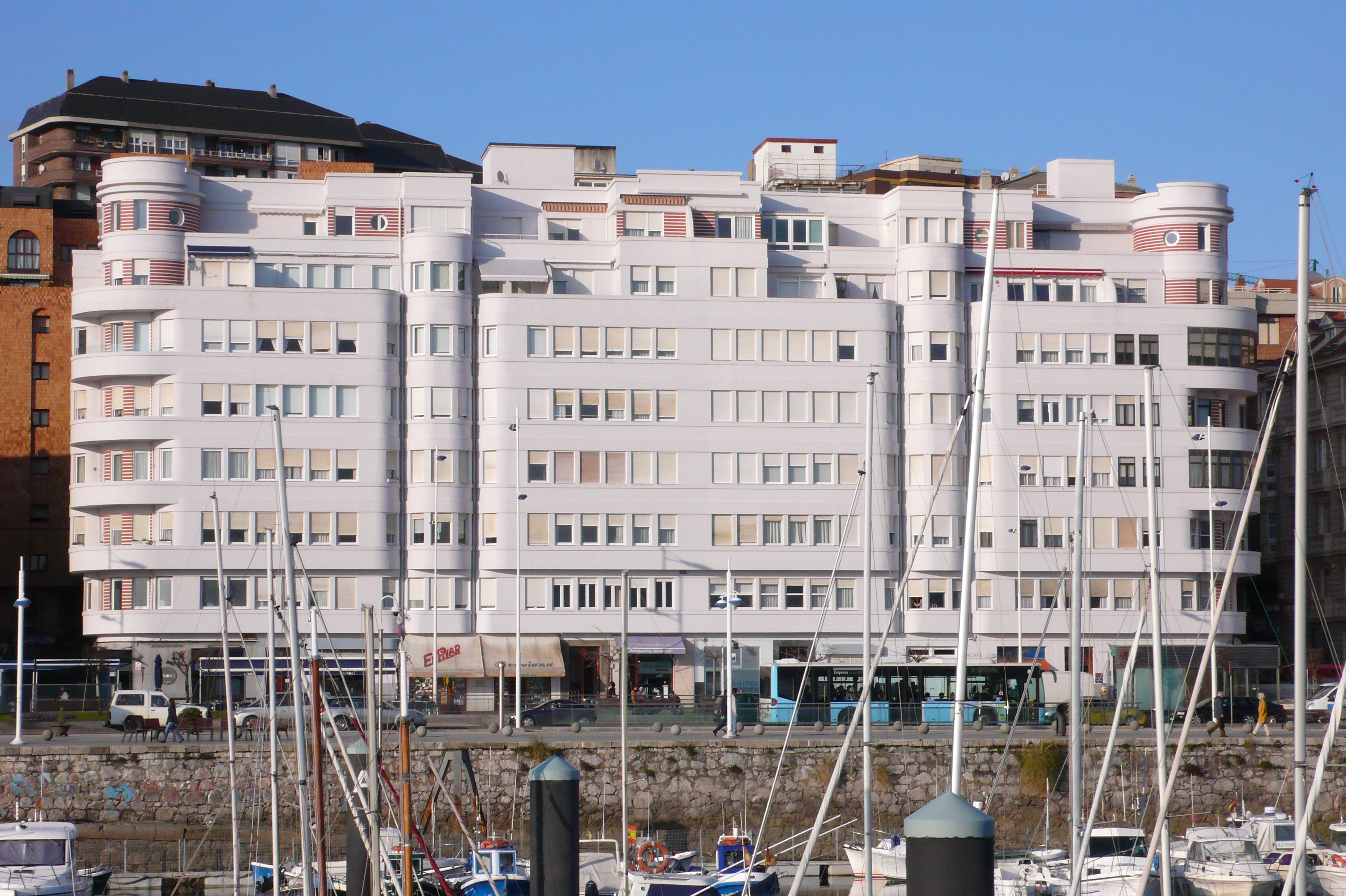
Edificio Siboney, en Santander.

Tras la Segunda Semana de Arte, Westerdahl viaja a París desde Santander con la invitación de Óscar Domínguez, que ejerce de anfitrión. En estas fechas de 1950 Eduardo Westerdahl tendría un primer y breve contacto personal con la esposa de Domínguez, Maud Bonneaud. Visita los estudios de los artistas Pedro Flores, Honorio García Condoy, Antoni Clavé, Ossip Zadkine, Rufino Tamayo, Dora Maar, Hans Hartung, Hernando Viñes, o Roberta González, a quienes el profesional de las artes tinerfeño documenta fotográficamente. En las tertulias de los cafés parisinos se reencuentra con André Breto y Benjamín Péret; le son presentados Jean Cassou, Tristan Tzara, Raymond Cogniat o Bernard Dorival, informando y convidando a su vez respecto a la Escuela de Altamira entre el gremio de las artes de la ciudad. Un tercer certamen del movimiento impulsado en Santillana del Mar es materializado en Madrid a razón del homenaje del que fuera gobernador civil de Santander, Joaquín Requera Sevilla, facilitador a fines de los años cuarenta del proyecto de la Escuela. Es con este mismo acto que concluirá como realidad activa la empresa de la Escuela de Altamira.

##### de arte
En 1950 Eduardo Westerdahl hace posible la difusión de un primer y único número de una nueva revista, titulada inicialmente de arte, que pretende recuperar muchos de los elementos típicos de Gaceta de Arte adecuándose por otra parte al nuevo escenario sociopolítico. La tipografía y el uso de minúsculas recuerdan la primera época de la gaceta. Sus 27 páginas, con un sumario estructurado en cuatro apartados temáticos, se componen con escritos de Alberto Sartoris, Ángel Ferrant, Pedro García Cabrera, Domingo Pérez Minik, Felipe Padrón Sanabria y el director, Westerdahl, que da a conocer en esta ocasión la redacción Arte y tiempo, afirmando en ella su visión del arte como un destino:

«"El arte es un destino" —afirma el crítico en su ensayo— "una proyección hacia el futuro que arranca desde el lejano seno de las épocas primitivas. Todo el arte está condicionado a un proceso histórico, está sometido a una relación en cadena. [...] Desde el momento en que el arte huye de los centros colectivos, del profesionalismo y de la consigna y se refugia en el individuo, en la soledad de la persona buscando la unidad, el estallido lírico, la obra de creación naturalmente diferenciada, el acontecimiento toma características trascendentales."»

El aspecto ilustrativo de la revista se centrará en la arquitectura y la escultura. Se repite el dibujo del proyecto arquitectónico de Sartoris para la Catedral de Nuestra Señora del Faro, junto con una nueva visión del ya propuesto Conjunto de células obreras montadas sobre pilares. Les acompaña Fiesta campesina de Ferrant, con relieves de Ben Nicholson, Barbara Hepworth y de Henry Moore, con quien Westerdahl contacta tras la obtención por parte de este último del gran premio de la Bienal de Venecia. La editorial a cargo, nuestro tiempo, termina de imprimir un segundo cuaderno, con reproducciones de las conferencias El arte absoluto, Presencia de la arquitectura y Urbanismo humano dictadas por Sartoris en su primer viaje a Canarias, precedidas de un perfil biográfico a cargo del director. La limitada recepción de la iniciativa desde su primer número truncaría sin embargo su desarrollo posterior.

##### MACEW: 1953-1959
El respaldo formal del reciente Instituto de Estudios Hispánicos de Canarias situado en el Puerto de la Cruz hacen posible con la acción de los promotores portuenses Isidoro Luz Cárpenter, alcalde de la ciudad, o el escritor Antonio Ruiz Álvarez, la inauguración en marzo de 1953 del Museo de Arte Contemporáneo Eduardo Westerdahl con sede compartida en el Instituto. Participa en esta iniciativa Óscar Domínguez desde París y el arquitecto Alberto Sartoris. Ángel Ferrant, asistente en Tenerife para la ocasión, prepara con Westerdahl la selección de obras para la presentación, que incluirá creaciones del propio Ferrant, Willi Baumeister, Joan Miró, Óscar Domínguez, Manolo Millares, Karl Drerup, Hans Tombrock, Plácido Fleitas, Tony Stubbing, Erik Granfelt, Juan Ismael, Freddy Szmull, Ted Dyrssen, Will Faber o Carla Prina. Presta su asistencia además Maud Bonneaud, que ha iniciado un romance con Westerdahl en París después de la ruptura de su relación con Óscar Domínguez; tanto Maud como Westerdahl mantienen aún con Domínguez una amistad sincera e imperecedera, de manera que el crítico de arte se persona el mismo otoño de 1953 en la capital francesa por invitación del pintor y de su compañera sentimental, la vizcondesa de Noailles, alojándose en el taller del canario en Montparnasse. Bonneaud, por su parte, viaja a la isla canaria en la primavera de 1954 para la exposición de su colección de joyas y miniaturas de esmalte en el Real Casino de Tenerife. Eduardo Westerdahl y Maud Bonneaud contraen matrimonio en París el 14 de noviembre de 1955. 
Se suman al fondo del museo en primer lugar un aporte de Sartoris en 1954 de obras concebidas para la inauguración firmadas por Pierre-Louis Flouquet, Enrico Prampolini, o Luigi Fillia, además de un cuadro de Luc Peire entregado por el propio autor. Ambas donaciones son recogidas en la segunda memoria publicada por el Instituto. Westerdahl recaba personalmente para el centro lienzos de José Caballero o Marie Laure de Noailles, además de una escultura de Josep Maria Subirachs.  La memoria correspondiente al periodo 1956-1957 da cuenta de la integración en la exposición permanente del museo de los artistas Eileen Agar, Pepe Dámaso, Pino Ojeda, Antonio Torres, Jun Curssent o Pol Mara. La mayor parte de las incorporaciones de piezas registradas en los fondos del museo quedarán recogidas en la Memoria 1953-1958, a partir de la cual se plantea la realización de un catálogo, que no llega a materializarse. La Memoria nº 9, la última alusiva al Museo Westerdahl como institución en activo, dará cuenta de las exposiciones de la temporada de 1958 y 1959, reiteradas nuevamente en la memoria correspondiente al cuatrienio 1958-1952. Una sala exclusiva para acuarelas de Francisco Bonnín se prevería poco antes del cierre del centro museístico, meses antes del inicio de los años sesenta.

#### Franquismo desarrollista
A principios de 1957 Maud Westerdahl anuncia su embarazo, que coincide con las visitas de Valentine Penrose, quien permanece en Tenerife varios meses hospedada con el matrimonio, de Michette Mabille y Georgette Girardin. En octubre de 1957, fruto de la unión de Eduardo Westerdahl y Annette Maud Bonneaud nace Hugo Bernardo, apadrinado por el escultor Márquez Peñate y por Amalia Curbelo Doreste. El año 1958 comienza para la pareja con el anuncio de la muerte de Óscar Domínguez en un accidente propiciado por un acto de suicidio. Maud Bonneaud centra sus esfuerzos en el reconocimiento de la labor de Westerdahl, impulsando su nombramiento como miembro de la Asociación Internacional de Críticos de Arte, que se produce en el mes de septiembre, con la recomendación de Jean Cassou. En 1959 el núcleo familiar veranea en San Cristóbal de La Laguna en compañía de Elvireta Escobio y Manolo Millares, quien por entonces se halla inmerso en la promoción del colectivo de vanguardia española El Paso, sobre el que Westerdahl se hará eco en la exposición por él organizada Testimonios de la pintura abstracta, de 1962. En junio de 1960 el crítico canario es nombrado vicepresidente de la sección de Pintura del Círculo de Bellas Artes de Tenerife, proponiendo en la misma sesión de investidura un programa de intercambio con la grancanaria Escuela de Luján Pérez. En 1961 toma conocimiento de la formación por parte de Lola Massieu, Francisco Lezcano, Felo Monzón, Pino Ojeda y Rafaely Bethencourt del grupo espacio, que pretende «dentro del informalismo que todos sus componentes practican, revalorizar el concepto constructivo del arte. [...] Abogan por una plástica ordenada, constructiva, donde imperen los valores constantes que habían prevalecido a lo largo de la historia de la pintura moderna, es decir, espacio, materia, color y ritmos puros.» A principios de la década, Westerdahl y Bonneaud consideran en ámbito familiar y empresarial el levantamiento de un edificio de apartamentos, fijándose para ello en la urbanización denominada colonia El Riego en la localidad tinerfeña de Bajamar; el plan es confiado al arquitecto granadino Salvador Fábregas Gil, que se culmina en 1965. El complejo residencial es bautizado como La Osa Mayor. Desde el primer verano tras la finalización de las obras, la familia Westerdahl pasará regularmente sus vacaciones en este núcleo turístico con enclave en la costa. 
El ideólogo de Gaceta de Arte obtiene ahora material documental de las exposiciones y manifiestos de la corriente de El Paso; Millares le sirve de enlace para otros artistas de la corriente del informalismo como Antonio Saura o Rafael Canogar. Entabla relación además con Antoni Tàpies, Pablo Serrano, Modest Cuixart, Martín Chirino y Gerardo Rueda. En 1963 se produce en el escenario insular la aparición del grupo Nuestro Arte, fundado por Miguel Tarquis, director del Museo Municipal de Bellas Artes de Santa Cruz de Tenerife, el secretario del museo Antonio Vizcaya Carpentier, y los pintores Pedro González y Enrique Lite. No se proclama en este caso un manifiesto estético excluyente y definitorio, o un criterio selectivo de formatos en sus consecuentes exposiciones. En contra de lo que pueda inducir su nombre, Nuestro Arte carece de vocación localista; antes bien, da sentido a este grupo abierto el afán de ruptura con las tendencias dominantes en las artes plásticas en la isla por este tiempo: «la regionalista, anclada en una estética remota e ignorante de todos los encuentros de la pintura del siglo veinte. Y la que encarnaban los hombre de Gaceta de Arte, minoritaria y afín a la creación contemporánea.» Se aspira con ello a la oxigenación de un ambiente cultural tenido por estancado y rancio, y superar a su vez la revolución de las vanguardias históricas, consideradas en su validez pretérita, y cuya herencia se respeta y retoma en vista a la actualización de las artes de Tenerife. Toman sus tertulias los locales santacruceros El Águila y Sotomayor, que aúnan a creadores plásticos, ensayistas, críticos y poetas. Se integran en calidad de confundadores José Abad, María Belén Morales, Manuel Casanova, Eva Fernández, Maribel Nazco, Victor Núñez, Jorge Perdomo y Manuel Villate; son atraídos por la propuesta Rafael Arozarena, Pilar Lojendio, Gilberto Alemán, José Luis Fajardo, Carlos Chevilly, Lola Massieu, Carlos Pinto Grote, Julio Tovar, Vicky Penfold, Tanja Tamvelius, Yamil Omar o Maud Westerdahl. Eduardo Westerdahl es asiduo a estas tertulias, debatiendo con sus asitentes desde su perspectiva y su experiencia, registrando fotográficamente integrantes y encuentros. Las primeras referencias al colectivo aparecen en el boletín del Círculo de Amistad XII de Enero, en diciembre de 1962, «en el que Eduardo Westerdahl bajo el título "Nuestro Arte", critica la pintura local y a un público hostil hacia las nuevas tendencias de vanguardia.» La última aparición pública del grupo se produce con motivo del homenaje al impulsor del movimiento, Miguel Tarquis, en 1969. 

##### MACEW: 1965

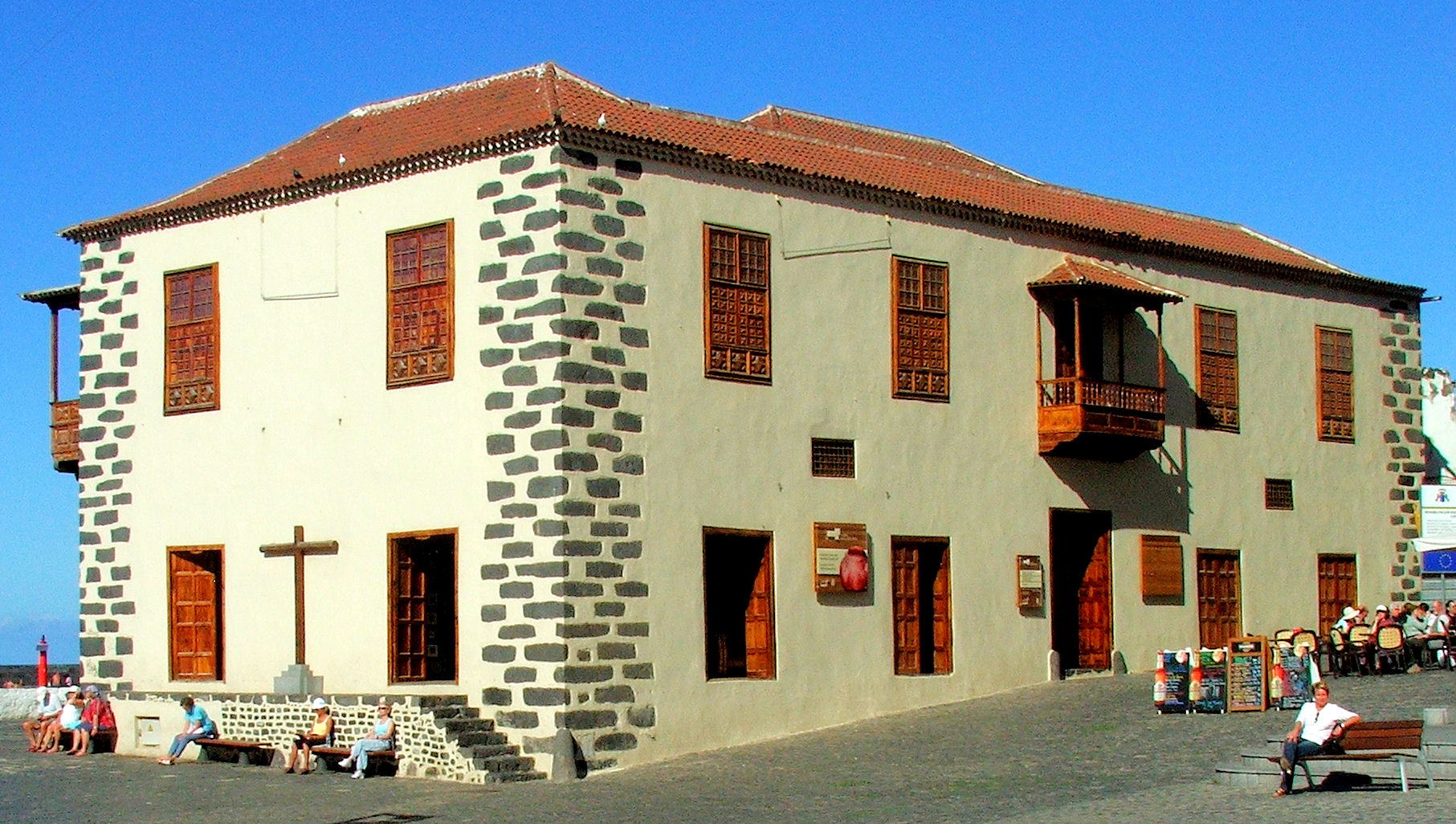
Casa de la Real Aduana, sede de MACEW.

Hasta agosto de 1965 no se reasume en el seno del Instituto de Estudios Hispánicos de Canarias la conveniencia de una reapertura del Museo Westerdahl, que se desea combinar con el arqueológico de la entidad. La relación de las actas del Instituto daría cuenta de la efectiva reapertura para principios de noviembre. En los fondos del museo dentro de su segundo periodo de vigencia se han reseñado obras de César Manrique, Eduardo Úrculo, Stefan von Reiswitz, Jorge Lindell, José García Ocejo, Enric Planasdurá, Manuel Clemente Ochoa, Pedro González, Felo Monzón, Lola Massieu, Acke Fornander, Edgar Pompecky, Máximo Escobar, Eva Fernández, Per Lillieström, Vicky Penfold, Tanja Tamvelius, Vernon Spencelayh o Rosetta Zingale. El museo no logra sustentarse, procediéndose a un segundo cierre, del que deja constancia en conferencia el crítico de arte con Sobre arte contemporáneo en Canarias, dos años más tarde. Entre los primeros proyectos que el arquitecto Alberto Sartoris habría programado para Tenerife se encuentra el del Museo de arte contemporáneo sala Eduardo Westerdahl, paralelo al de la Residencia de artistas y sabios, cuyos planos se exponen en el Instituto de Estudios Hispánicos en 1953. En 1964 Sartoris diseña el proyecto conjunto del Museo de arte y del Instituto de Estudios Hispánicos, que no se llegará a materializar. El Museo de Arte Contemporáneo Eduardo Westerdahl, recuperado desde el año 2007 con sitio en la Casa de La Aduana del Puerto de la Cruz, es considerado el primer museo dedicado íntegramente al arte contemporáneo abierto en España.

#### Tardofranquismo
Coincidiendo con su última visita a Pablo Picasso, a quien el tinerfeño conocería en sus residencias de La Californie en Cannes y Nôtre-Dame-de-Vie de Mougins sobre la base de la amistad del pintor malagueño con Maud Bonneaud, Eduardo Westerdahl entra en contacto todavía en Francia, en Limoges, con el instigador fundamental del dadaísmo berlinés Raoul Hausmann, a quien fotografía y entrevista en 1970, meses antes de su fallecimiento. En la década de los setenta, por otra parte, su actividad como articulista se intensifica en comparación con la precedente: publicará en El País, Diario de Avisos, La Provincia, Gazeta del Arte, Guadalimar, Fablas. Destino, Jornada, Liminar, Cimal, Cuadernos de Arquitectura y Urbanismo, Cuadernos de Cultura y en la Gaceta de Canarias. Colabora además con 22 entradas en la configuración del Diccionario del arte moderno programado por el crítico de arte Vicente Aguilera Cerni, con primera edición en 1979. En el año 1972 Westerdahl es nombrado miembro de la Comisión de Cultura del Colegio Oficial de Arquitectos de Canarias. La construcción de edificio y sede del Colegio de Arquitectos en la denominada Rambla del general Franco finaliza en la misma fecha. En el proyecto se resuelve el acceso principal al edificio a través de una plaza lateral, en la que se prevé la integración de una pieza escultórica de arte contemporáneo, emplazándose de esta forma la estructura de hierro de Martín Chirino, Lady Tenerife. Será la primera vez que se plantee en Tenerife «la incorporación de una escultura abstracta y no conmemorativa a un espacio público de la ciudad [...] la súbita y magnífica acogida del público  y el mismo paso del tiempo han confirmado el éxito de aquella decisión. Desde entonces, la Plaza del arquitecto Sartoris es un ejemplo claro de convivencia entre edificio, escultura y entorno urbano.» El hierro Lady Tenerife de Chirino supondrá posteriormente el referente inicial en la ciudad para el levantamiento y desarrollo de la Exposición Internacional de esculturas al aire libre, desde el invierno de 1973, en las ramblas de Santa Cruz.
Con la inauguración de la sede del Colegio de Arquitectos, la Comisión de Cultura consensará con asistencia de Westerdahl la organización de una primera exposición relativa a la figura del arquitecto catalán Josep Lluís Sert, expresidente y cofundador del Congreso Internacional de Arquitectura Moderna y decano de la Facultad de Arquitectura de la Universidad de Harvard. Este homenaje «es el primero que se le tributa en España reconociendo sus grandes méritos. [...] Por los años treinta y tantos, en plena juventud, ya estaba en estrecho  contacto con las grandes figuras y la ideas de renovación en el arte y las sostuvo con fe sin quebranto, fundando el grupo catalán A.D.L.A.N. (Amigos de las Artes Nuevas) que luego se extendería a Madrid y Tenerife» La relación de la obra expuesta se divide en seis bloques temáticos, centrados en Construcciones Universitarias o de carácter educativo, Edificios relacionados con el mundo de las artes, Vivienda, Proyectos de diseño urbano, Edificios de carácter religioso o representativo y el Grupo de Artistas y Técnicos Españoles para el Progreso de la Arquitectura Contemporánea. La relación de artistas expositores muestra los nombres de Eduardo Chillida, Eusebio Sempere, Manuel Viola, Luis Gordillo, Miguel Ortiz Berrocal, Juana Francés, Amador, Manuel Rivera Hernández, Josep Llorens i Artigas, Joan Vilacasas, Joan-Josep Tharrats, Daniel Argimon, Marcel Martí, Darío Villalba, Juan Bordes, Fernando Zóbel, Lucio Muñoz, Josep Guinovart, Eduardo Gregorio, Antonio Lorenzo, Xavier Corberó, Manuel Hernández Mompó, José María de Labra, Juan Antonio Giraldo, Joan Hernández Pijuan, Amadeo Gabino, José María Yturralde, Equipo Crónica, Joan Miró, Pablo Picasso, Salvador Dalí, Antoni Tàpies, Pablo Serrano, Antonio Saura, Manolo Millares, Antoni Clavé, Rafael Canogar, Eduardo Úrculo, César Manrique, Jordi Pericot, Lola Massieu, Anzo, Pedro González, Mª Belén Morales, Pepe Dámaso, Felo Monzón, Maribel Nazco, Cruz de Castro, Ceferino Moreno, Ángel Orcajo o Maud Westerdahl, entre otros. Un año después, el encuentro casual entre responsables del homenaje a Sert con el arquitecto Carlos Schwartz anima el propósito latente de celebrar una primera exposición nacional de escultura abierta en la urbe canaria. 

##### I Exp. Intl. de Escultura en la Calle
En 1973 la Comisión de Cultura del Colegio de Arquitectos de Canarias acepta y asume la propuesta para el cumplimiento de una exposición de piezas escultóricas del arte contemporáneo emplazada en Santa Cruz de Tenerife. Eduardo Westerdahl proporciona el contacto del escultor Pablo Serrano, que accede a colaborar en la realización de la instalación; ideada originalmente como un evento de ámbito nacional, es Serrano Aguilar quien divisa el hacer de la muestra una intervención de carácter internacional, vinculando a los escultores en el proyecto mismo, invitándolos a Tenerife. Se involucran en este proyecto el Ayuntamiento de Santa Cruz de Tenerife, el Cabildo Insular de Tenerife y la Caja General de Ahorros de Canarias, instituciones que posibilitarían su financiación. Técnicamente, resulta decisiva la Comisión de Cultura del Colegio Oficial de Aparejadores de Santa Cruz de Tenerife, con la función ejecutiva de empresas de construcción, talleres y suministros. Un Comité de Honor formado por el historiador y poeta Roland Penrose, Joan Miró, Josep-Lluis Sert y Eduardo Westerdahl encabeza y supervisa a finales de 1973 la I Exposición Internacional de Escultura en la Calle.
Los escultores españoles que participan en la exhibición internacional ceden permanentemente sus obras en los espacios proporcionados en la ciudad. Estos son Andreu Alfaro, Néstor Basterrechea, Rubio Camín, Jaume Cubells, Feliciano Hernández, Amadeo Gabino, Marcel Martí, Remigio Mendiburu, Francisco Sobrino, Gustavo Torner, Ricardo Ugarte, Joan Miró, Pablo Serrano, José María Subirachs, Eduardo Gregorio, José Abad, José Guinovart, Xavier Corberó, Jorge Jiménez Casas y Eusebio Sempere. Se incluyen reproducciones correspondientes a artistas entonces fallecidos como Pablo Gargallo, Julio González, Alberto Sánchez Pérez, Óscar Domínguez y Manolo Millares, sin que, esta vez, permanezcan las esculturas en todo caso, destacando de entre ellas el hierro de Gargallo, El Profeta. La relación de artistas extranjeros incluye a artistas de diez países diferentes: los ingleses Kenneth Armitage, Bernard Meadows, Eduardo Paolozzi y Henry Moore, los italianos Mario Ceroli y Arnaldo Pomodoro, el suizo Gottfried Honegger, y el belga Mark Macken; el estadounidense Alexander Calder, las argentinas Alicia Penalba y María Simón, el venezolano Jesús Soto, el chileno Federico Assler y el cubano Agustín Cárdenas. Se trasladan a la isla asimismo obras en préstamo del italiano Marino Marini y del ruso Ossip Zadkine, fallecidos en el momento del certamen. Los trabajos se ubican principalmente en la Rambla del general Franco y en el Parque García Sanabria. A pesar de su anterioridad, se considera a Lady Tenerife de Martín Chirino en el catálogo de obras que conforman la exposición.
La totalidad de la muestra permanece seis meses en Santa Cruz. Se congrega a artistas, arquitectos, diseñadores, escritores, periodistas y otros públicos paralelamente en el I Simposium Internacional sobre Arte en la Calle con patrocinio de la Fundación Juan March y colaboración del Departamento de Arte de la Facultad de Filosofía y Letras de la Universidad de La Laguna. Preludia el simposio el profesor de la Escuela de Arquitectura de Portsmouth Tomás Llorens con el artículo Invitación al debate. Participan como ponentes Xavier Rubert de Ventós, Gillo Dorfles, Oriol Bohigas, Valeriano Bozal, Juan Manuel Bonet, Corredor Matheos, Simón Marchán Fiz y José Rogelio Buendía. Las convención, de tres jornadas, se cierra con conferencias de José Luis López Aranguren, Jacques Lassaigne y Eduardo Westerdahl. El periodista Juan Cruz Ruiz, residente en estos momentos en Tenerife, coordina la cobertura de la totalidad del encuentro, que difunde posteriormente desde Madrid. Décadas más tarde, Juan Cruz hará nueva semblanza de esta multitudinaria confluencia internacional y del efecto intrínseco de la presencia escultural en el contexto sociocultural de la época: 

«Ese encuentro —el Colegio y la gente, la escultura y la calle, Miró y los hombres de su tiempo— se produjo de muchas maneras, y en él participamos también quienes éramos jóvenes en la época, todo ello en torno a una ocasión que demostraba la eficacia social que entonces tenían instituciones profesionales capaces de aglutinar, con su presupuesto, actividades específicamente ajenas a su gremio. El Colegio Oficial de Arquitectos de Canarias abría su espléndida sede, un edificio verdaderamente pensado para ser centro, institución, emblema de una profesión y un espacio, y lo hacía abriéndose a una actividad como la escultura que, en contacto con la calle, llega a constituirse en metáfora de lo que es la ciudad. [...] El Simposio fue un ambicioso proyecto cuya raíz era ya su éxito: que fuera posible aquella atmósfera renacentista, y que fructificara la misma iniciativa de juntarse. Vino gente de todas partes, y todos se concentraron en la ciudad de Santa Cruz como si estuvieran reviviendo un espíritu que había sido sepultado cuando Franco abandonó la isla para darle un brochazo oscuro a la historia.»

En mayo de 1974 concluye la I Exposición Internacional de Escultura en la Calle. Treinta y dos piezas permanecerían indefinidamente como patrimonio artístico integral de la ciudad. Las esculturas de Henry Moore y Joan Miró habitan la rambla de Santa Cruz durante aproximadamente medio año, hasta el vencimiento del plazo de préstamo, data en la que se procede a su devolución: se produce en consecuencia una movilización popular, recogida por la prensa, solicitando la permanencia de las obras en la isla. En respuesta, con subvención especial del Cabildo de Tenerife y a través de captación de fondos por colecta popular, serán traídas La Femme Bouteille de Joan Miró y El Guerrero de Goslar de Henry Moore para su estancia fija en la capital.

### Democracia: la tercera edad

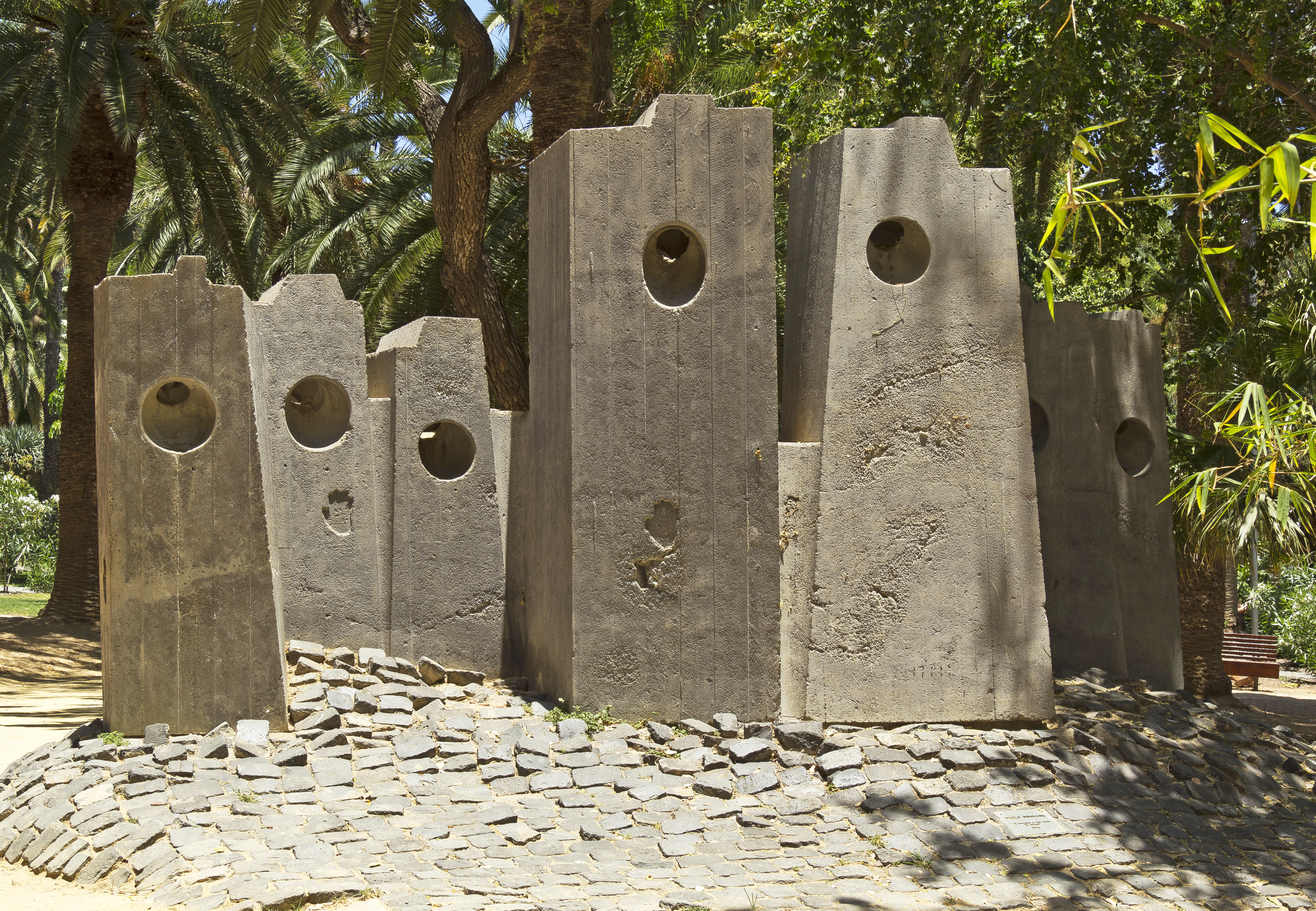
Homenaje a las Islas Canarias.

En 1974, la familia del crítico de arte tinerfeño se traslada a una nueva residencia en la avenida de las Asuncionistas 32, en la misma ciudad de Santa Cruz de Tenerife. A Eduardo Westerdahl le será concedida la jubilación, aplazada por no contar con los años de cotización requeridos en su ejercicio para la banca, el 30 de septiembre de 1975. En 1978 impulsa la creación de la Asociación Canaria de Amigos del Arte Contemporáneo (ACA), que preside junto a Domingo Pérez Minik y al arquitecto Vicente Saavedra; en 1979 la sede del Colegio de Arquitectos de Canarias acoge la primera muestra correspondiente a las actividades de la ACA, con piezas de Arranz Bravo, Joan Miró, Pablo Serrano, Antoni Tàpies, Eduardo Chillida, Rafael Canogar, Antonio Saura, Rafael Bartolozzi, Gustavo Torner, Josep Niebla, Eusebio Sempere o José Luis Fajardo. Son numerosos los viajes realizados en estos años, a menudo dedicados a la actividad como conferenciante o en la asistencia a congresos y exposiciones. Entre las conferencias dictadas en esta época se encuentran Surrealismo por la Diputación Provincial de Barcelona, Kandinsky y el nacimiento del arte abstracto debida a a la Fundación Juan March en Madrid y En torno a Miró por la Fundación Rodríguez-Acosta de Granada, todas ellas en 1978; Picasso, el límite de su vanguardia y la República española y Panorama vital del surrealismo, ambas para la Universidad Internacional Menéndez Pelayo en Santander, en 1980 y 1981 respectivamente, y Clima, vida y obra de Kurt Schwitters por la Fundación Juan March en 1982. La actividad de conferenciante se complementa con la de redactor para catálogos de exposiciones y presentaciones, con más de un centenar de aportaciones.
A fines de 1982 a Westerdahl le son detectados síntomas de un cáncer de sigma en proceso de evolución. Maud Westerdahl dejará testimonio de los últimos meses del profesional de las artes: 

«Un buen día amaneció gris, triste, agresivo. Lo achaqué a que iban a operarme y él tan mal enfermo no podía soportarlo. Ingresé en el hospital el mismo día que dictaba su conferencia sobre Schwitters. Meses después oyendo la grabación me sorprendió que me la dedicase manifestando al auditorio su inquietud por mi estado de salud; algo inusitado en su forma de proceder. No me dijo nada. El día antes habíamos cenado con Sartoris quien en un aparte me preguntó qué le pasaba a Eduardo ya que se comportaba de forma desacostumbrada. 
Respondía agriamente a las preguntas o se encerraba en un pétreo silencio. Yo sentía planear el terror que le causaba la posibilidad de la muerte de sus personas más queridas. Volvimos a Tenerife y aunque no le dolía nada seguía mal. [...] Había que operar, pero no sabíamos cómo decírselo ya que él nunca se interesó por el resultado del análisis. Supongo que interpretaría nuestro silencio y se hizo el desentendido. La muerte fue su tabú sempiterno. Raras veces, rarísimas se trató el tema; de él dependía su equilibrio.»

Eduardo Westerdahl fallece el 29 de enero de 1983 incapaz de superar la convalecencia por una intervención quirúrgica derivada de su cáncer de colon. En el mes de junio se anuncia la concesión a su persona y a título póstumo de la Medalla de Oro al mérito en las Bellas Artes.

## Legado
La actividad fotográfica de Eduardo Westerdahl se inicia casi paralelamente a su faceta de escritor en los años veinte y se prolonga, al menos, hasta la década de los setenta. Se han conservado alrededor de unos 5000 negativos fotográficos y varios centenares de copias de fotos con tiraje de la época; su interés por la fotografía respondería a una pretensión de carácter documental, con énfasis en el retrato y el paisaje urbano, «pero también lo fue creativa, especialmente sus fotocollages y fotomontajes.» La colección fotográfica de Westerdahl fue adquirida en el año 1988 por el Gobierno de Canarias a la familia del crítico santacrucero, junto con un fondo documental, material bibliográfico y parte de su colección de arte. Salvo las obras de arte, que se distribuyeron en diferentes dependencias del gobierno, el resto de la colección permaneció en el departamento de actividades culturales hasta los años noventa, en que se depositó en el Archivo Histórico Provincial de Santa Cruz de Tenerife. Otra parte de su colección, así como algunos de sus álbumes fotográficos -tanto de él como de Maud-  y correspondencia forman parte del fondo documental de TEA Tenerife Espacio de las Artes. Una parte menor del conjunto fotográfico permanece en el Fondo Pérez Minik de la Biblioteca Pública del Estado de Santa Cruz de Tenerife o en colecciones particulares. El Archivo Lafuente, con sede central en la localidad cantábrica de Heras, incluye una parte de la biblioteca de Eduardo Westerdahl, así como obra original y gráfica de Óscar Domínguez, todos los libros que este ilustró incluyendo dos maquetas con los dibujos originales, fotografías del propio Westerdahl, y diversos conjuntos de correspondencia.
Escribió poesía en distintos momentos y épocas con puntuales publicaciones, incluyendo el temprano libro impreso en 1928, Poemas del sol lleno. Buena parte de sus textos inéditos se conservan sin fechar y sin agrupar, «dispersos, por lo que no se pueden atribuir a la voluntad de un proyecto editorial unitario ni a una vocación de poeta organizada y continuada.» Domingo Pérez Minik alude a Westerdahl en su Antología de la poesía canaria. I de 1952, recogiendo los poemas Dame la mano, Junto a olor del bosque..., Qué cosas bellas diría, Te vi en los ojos del perro, aparecidos estos con anterioridad en la revista Mensaje, junto con Tú, Por ti, pintura, El pez azul y un fragmento del extenso La suma de tu existencia, considerado su aportación lírica más relevante. Deja que en las oscuras raíces de los árboles se hallaría entre el pliego de sus poemas inéditos. Entre 1954 y 1955 escribe a Maud Bonneaud Las vísperas del nombre, Seguro y confuso de amor, Nostalgia de la uva total y Viaje a un árbol preferido. De 1964 data su Oda a André Breton. A lo largo de su vida, Eduardo Westerdahl elaborará cuentos o novelas cortas, ilustraciones en tinta y óleos sobre tela o madera, collages, así como poemas-collages. Entre su legado material, sin embargo sobresaldría su colección de arte particular, que daría lugar en los años cincuenta a los inicios del Museo de Arte Contemporáneo Eduardo Westerdahl, su fondo fotográfico y la documentación en papel de su copiosa actividad espitolar.

## Selección bibliográfica del autor
- Westerdahl, E. Poemas de sol lleno, Ed. Hespérides, Santa Cruz de Tenerife, 1928.
- Westerdahl, E. Willi Baumeister, Ediciones gaceta de arte, Santa Cruz de Tenerife, 1934.
- Westerdahl, E. y López Torres. D. , Die Monographie Hans Tombrock. Reso-Verlag, Zúrich, 1936.
- Westerdahl, E. Mathias Goeritz,  Ediciones Cobalto, Barcelona, 1949.
- Westerdahl, E. Óscar Domínguez,  Barcelona : Gustavo Gili, 1968.
- Westerdahl, E. Óscar Domínguez,  Madrid : Servicio de Publicaciones del Ministerio de Educación y Ciencia, D.L.1971.
- Westerdahl, E. Manolo Millares,  Colección Guagua, n.º 20. Mancomunidad de Cabildos, Las Palmas de Gran Canaria, 1980.
- Westerdahl, E., Pérez Minik, D. Cruz Ruiz, J. , Esculturas en la calle: Santa Cruz de Tenerife. Consejería de Cultura y Deportes, 1985.